# Roberto Fernández Toro
Roberto Carlos Fernández Toro (Camiri, Santa Cruz, 12 de julio de 1999) es un futbolista boliviano. Juega como defensa o centrocampista. Desde 2019 es internacional con la selección boliviana. Desde 2024 milita en el F. C. Akron Tolyatti de la Liga Premier de Rusia.

## Trayectoria
Tras unas grandes actuaciones en Blooming y en la selección boliviana da su salto al fútbol de Europa de la mano de la Cultural y Deportiva Leonesa de España, tras pagar estos la cláusula de rescisión de 250.000 dólares.
Luego de seis meses en España, decidió volver a Bolivia para jugar en el Bolívar.
El 8 de julio de 2023 se confirmó que jugaría en el F. C. Baltika de la Liga Premier de Rusia.

## Selección nacional
Fue convocado para los partidos de las eliminatorias hacia Catar 2022 contra la selección de Ecuador y Paraguay en noviembre de 2020, marcó su primer gol con Bolivia en el partido contra Paraguay, anotando la cuarta conquista.

### Participaciones en Copa América
| Torneo            | Sede           | Resultado      | Partidos | Goles |
| ----------------- | -------------- | -------------- | -------- | ----- |
| Copa América 2019 | Brasil         | Fase de grupos | 2        | 0     |
| Copa América 2021 | Brasil         | Fase de grupos | 4        | 0     |
| Copa América 2024 | Estados Unidos | Fase de grupos | 2        | 0     |

## Clubes
| Club             | País    | Año               |
| ---------------- | ------- | ----------------- |
| Blooming         | Bolivia | 2018 - 2019       |
| Cultural Leonesa | España  | 2019              |
| Bolívar          | Bolivia | 2020 - 2023       |
| FC Baltika       | Rusia   | 2023 - 2024       |
| Bolívar          | Bolivia | 2024              |
| FC Akron         | Rusia   | 2024 - actualidad |

## Palmarés

### Títulos nacionales
| Título           | Club         | País    | Edición |
| ---------------- | ------------ | ------- | ------- |
| Primera División | Club Bolívar | Bolivia | A-2022  |